# جی‌وی‌سی
جی وی سی، با نام کامل شرکت ویکتوریا ژاپن (به انگلیسی: Victor Company of Japan, Ltd) شرکتی بین‌المللی تولیدکننده وسایل الکتریکی است که مقر اصلی آن در شهر یوکوهاما ژاپن واقع است و در سال ۱۹۲۷ پایه‌گذاری شده‌است.
این شرکت بیشتر به خاطر ایجاد و توسعه استاندارد وی‌اچ‌اس و همچنین تولید تلویزیون و دستگاه‌های پخش وی‌اچ‌اس شناخته می‌شود.

## ادغام
در سال ۲۰۰۸، این شرکت با کنوود ادغام شده و شرکت جی وی سی کنوود کورپوریشن را تأسیس کردند.